# Ptilopachus petrosus
La gallineta roquera o gallina de las rocas (Ptilopachus petrosus) es una especie de ave de la familia Odontophoridae. Esta ave mayormente de tono marrón, por lo general mantiene su cola parada, es el único miembro del género Ptilopachus, aunque la evidencia genética indicaría que dicho género también aloja al Ptilopachus nahani.

## Subespecies
Existen cuatro subespecies reconocidas:
- P. p. brehmi (Neumann, 1908)
- P. p. florentiae (Ogilvie-Grant, 1900)
- P. p. major (Neumann, 1908) - gallineta roquera de Abisinia - zonas rocosas del noroeste de Etiopía
- P. p. petrosus (Gmelin, 1789) - nominada - Senegal a Sudán del Sur, norte de Uganda y norte de Kenia

## Descripción
La gallineta roquera es un ave rara entre las aves de caza, en cuanto a que las hembras tienen un aspecto más vistoso que los machos. El dorso de ambos sexos es predominantemente de color marrón chocolate, con manchitas color crema-grisáceas. La cabeza, cuello y pecho son de un color marrón pálido y sus plumas poseen un gran borde color crema que le otorga al ave el aspecto escamado. Los machos tienen la zona baja del pecho y el vientre de color anaranjado-crema; mientras que en las hembras dicha zona es color crema muy claro. Ambos sexos pueden parar las plumas de sus coronas para formar una cresta rudimentaria pero las plumas de las hembras son un poco más largas y por ello más obvias cuando se paran, muda al plumaje adulto a las varias semanas de edad.[cita requerida]
Los huevos son de color rosado claro a crema, los juveniles son de color marrón chocolate. Por lo menos en cautividad se ha observado que el macho desempeña un rol importante en la incubación y cuidado de los jóvenes, ofreciendo a los pichones pequeños trocitos de alimento, picoteándolos y dejándolos caer y llamando a los pichones.[cita requerida]

## Distribución y hábitat
Se la encuentra en las zonas arbustivas y bosques abiertos, a menudo cerca de rocas, desde Kenia y Etiopía hasta Gambia (gran parte de la zona donde habita es la sabana sudanesa).